# Waalse kerk (Eindhoven)
De Waalse kerk of Église Wallonne, aan de Felix Timmermanslaan 2, was een kerkgebouw van de Waalse Hervormde Gemeente in het Eindhovense stadsdeel Stratum.

## Geschiedenis
Het gebouwtje werd in 1966 door de, tot de Nederlandse Hervormde Kerk behorende, Waalse Gemeente in gebruik genomen. Architect was H. van den Berg. In 1979 werden de diensten gestaakt wegens het afnemend kerkbezoek. Nadien werd het kerkje nog verhuurd aan de Evangelische Baptistengemeente en aan de Chinese Christian Church, beide evangelicale groeperingen.
In 1986 werd het gebouw verkocht aan een uitvaartondernemer, en op 2 september 1988 werd het heropend als rouwcentrum. In 2002 werd dit nog uitgebreid.

## Gebouw
Het betreft een bakstenen gebouw met een binnenwaarts gebogen dak. In de voorgevel bevindt zich een glas-in-loodraam in de vorm van een Hugenotenkruis, met daaronder een neerdalende duif.